# Geodætisk Institut
Geodætisk Institut var det danska statliga kartografiska institutet från 1928 till 1989, då institutet gick upp i Kort & Matrikelstyrelsen.
Geodætisk Institut bildades 1928 genom sammanslagning av Den Danske Gradmåling och Generalstabens topografiska avdeling. 1989 skedde en sammanslagning med Søkortarkivet och Matrikeldirektoratet.